# Estany d'en Pous
L'estany d'en Pous és un petit estanyol d'aigües temporals que ocupa una superfície d'1,6 hectàrees.
L'estany es va veure afectat per un incendi forestal (any 2006) que el va cremar totalment, eliminant les comunitats
anteriorment detectades. Actualment (2008) es troba conreat amb cereals de secà.
Pel que fa als hàbitats, a més de l'hàbitat d'interès comunitari prioritari 3170* "Basses i tolls temporers mediterranis",
destacava la presència de l'hàbitat 6510 "Prats de dall de terra baixa i de la muntanya mitjana (Arrhenatherion)". Aquests prats s'havien vist parcialment substituïts per gespes calcígades humides, com els pradells i les jonqueres d'Eleocharis de la seva perifèria (hàbitat 6420). Malauradament, aquests hàbitats han desaparegut el 2006 arran d'un incendi forestal.
Pel que fa a la fauna, s'hi havia citat la reproducció del gripau corredor (Epidalea calamita).
La carretera GI-602 passa al costat mateix de l'estany que, a més, és travessat per una línia telefònica, amb suports
situats dins la mateixa cubeta.
L'estany d'en Pous està situat dins l'espai de la Xarxa Natura 2000 ES5120009 "Basses de l'Albera".